# Карамали-Губеєвська сільська рада
Карамали́-Губе́євська сільська рада (рос. Карамалы-Губеевский сельский совет) — муніципальне утворення у складі Туймазинського району Башкортостану, Росія. Адміністративний центр — село Карамали-Губеєво.

## Населення
Населення — 3111 осіб (2019, 3464 у 2010, 3330 у 2002).

## Склад
До складу поселення входять такі населені пункти:
| Населений пункт        | Населення, осіб (2002) | Населення, осіб (2010) |
| ---------------------- | ---------------------- | ---------------------- |
| Балтаєво, село         | 339                    | 377                    |
| Кальшалі, село         | 521                    | 525                    |
| Карамали-Губеєво, село | 1052                   | 1120                   |
| Метевтамак, село       | 433                    | 457                    |
| Тукаєво, село          | 634                    | 587                    |
| Чукадитамак, село      | 351                    | 398                    |